# Eric Barone (développeur)
Pour les articles homonymes, voir Eric Barone et Barone.
Eric Barone, né le 3 décembre 1987 et également connu sous son pseudonyme ConcernedApe, est un développeur de jeux vidéo, concepteur de jeux vidéo, artiste, compositeur et musicien américain. Il est surtout connu pour son jeu vidéo Stardew Valley.

## Jeunesse et éducation
Eric Barone naît en 1987 à Los Angeles puis déménage jeune à Seattle où il déclare toujours vivre,. Il grandit en jouant aux jeux vidéo et en passant beaucoup de temps sur son ordinateur, citant la série Harvest Moon comme sa préférée en tant qu'enfant.
Il fréquente l'Université de Washington et obtient en 2011 un diplôme en informatique mais n'obtient pas d'emploi.

## Développement de jeux vidéo
Inspiré par Harvest Moon, il commence à travailler sur Stardew Valley en 2012 et publie le jeu en 2016 après quatre ans de développement à temps plein, entre douze et quinze heures par jour,,. Il crée le jeu de manière totalement indépendante, ce qui est alors souligné par la presse qui le compare par exemple à Toby Fox qui avait fait de même pour le jeu vidéo Undertale,,. Il est ainsi l'auteur de tous les aspects du jeu, dont la création des personnages, l'écriture des dialogues, la création de la musique et l'animation. Il préfère toujours travailler de manière indépendante et refuse d'embaucher une équipe, quand bien même il ait de façon infructueuse posté une offre d'emploi,.
En 2017, il est nommé par le magazine Forbes dans leur liste « 30 under 30 : Games ».
Eric Barone annonce en 2020 qu'il travaille sur plusieurs nouveaux jeux dont au moins l'un d'entre eux devrait se dérouler dans le monde de Stardew Valley.
Le 21 octobre 2021, il annonce son prochain jeu, Haunted Chocolatier, qui se déroule dans un univers similaire à celui de Stardew Valley et dans lequel le héros possède une chocolaterie. Il publie le site du jeu, et donne accès à un article écrit le 9 octobre.